# 安樂椅偵探
安樂椅偵探（英語：Armchair Detectives）是偵探小說中的一类偵探。與一般偵探之間的最大差異是安樂椅神探無須奔波勞碌，只需坐在舒適的安樂椅，聽、看著命案的線索，就能憑藉著推理，指出真兇。推理小說史上的第一個安樂椅神探是由匈牙利裔英國作家奧希茲女男爵（Emma Orczy）的小說《角落裡的老人》（The Old Man In the Corner）裡的主角。自從這個部作品出版後，安樂椅神探變成所有推理小說作家想要挑戰的角色。

## 歷史
《角落裡的老人》一書裡，有一位未曾提及名字，端坐在餐廳角落的老人。老人憑藉著報紙的新聞，一邊嘲笑警方的無能，一邊對新聞裡無法偵破的刑案做出推理。他看起來十分寒酸又畏縮，雙手在一條細繩上綁著一個又一個精巧、難解的繩結。
不過，也有人認為安樂椅神探的雏形也可能是英國作家亞瑟·柯南·道爾（Arthur Ignatius Conan Doyle）筆下的邁克羅夫特·福爾摩斯（Mycroft Holmes）。這位角色是大偵探夏洛克·福爾摩斯（Sherlock Holmes）的哥哥，也是一位政府官員。雖然推理能力不差，但是不愛運動，所以經常靠其他人提供破案的線索。
之後，許多推理名家也開始挑戰這種探案模式。其中，最有名的挑戰者是有著『謀殺天后』之稱的英國女作家阿嘉莎·克莉絲蒂（Agatha Christie），其筆下偵探為珍·瑪波（Jane Marple）小姐。瑪波小姐是一位看似目光慈祥，銀髮如霜的普通老太太；任人都不難想像她在鄉野小村裡，坐在安樂椅上，搖啊搖地織著毛衣的景象。瑪波小姐與角落裡的老人不同，她偶爾會到村子裡走走，收集破案的線索。
美國小說家雷特斯·史陶德（Rex Stout）筆下的尼洛·伍爾夫（Nero Wolfe）也是知名的安樂椅神探，他是一位肥胖、不願出門、喜愛養蘭花並且收費高昂的專業諮詢偵探。探案幾乎不出門，一切外務皆由私人助手阿奇·葛溫（Archie Goodwin）代勞。
近代，美國作家傑佛瑞·迪佛（Jeffery Deaver）筆下的林肯·萊姆（Lincoln Rhyme）也是一個不錯的例子。林肯是一位肩部以下全部癱瘓的刑事鑑識家。雖然林肯無法自由行動，但是可以靠女警愛蜜莉亞·薩克斯（Amelia Sachs）的幫助收集線索，藉以擒兇。而系列作品中的《人骨拼圖》（The Bone Collector）更被改編拍成同名電影，並由丹佐·華盛頓、安吉莉娜·裘莉主演。
日本富士电视台的侦探剧集《古畑任三郎》第二系列第十回中，主角古畑任三郎在美国跨城大巴上仅通过与邻座女乘客「好子」（铃木保奈美饰演）对话，推理出案情经过，从而破案，此亦为安乐椅神探之一例。
日本推理漫畫《神通小偵探》（Q.E.D. 証明終了）中的燈馬想、《死亡筆記本》（デスノート）中的L與尼亞，《遥控刑警》（リモート）中的冰室光三郎，或是《GOSICK》中的女主維多利加也是例子。